# 4940 Polenov
4940 Polenov è un asteroide della fascia principale. Scoperto nel 1986, presenta un'orbita caratterizzata da un semiasse maggiore pari a 3,1108390 UA e da un'eccentricità di 0,1703474, inclinata di 2,28345° rispetto all'eclittica.